# Епархијски управни одбор
Епархијски управни одбор је извршна (управна и надзорна) власт у пословима спољашње црквене управе у епархији и извршни орган епархијског савјета.

## Састав
Епархијски управни одбор састављају: епархијски архијереј или архијерејски замјеник, једно монашко лице, три свештена лица и шест световњака. Предсједник епархијског управног одбора је епархијски архијереј или архијерејски замјеник.
Редовне чланове и замјенике епархијског управног одбора бира епархијски савјет на шест година. Ови су дужни отправљати послове све док не буду одређени и у дужност уведени новоизабрани чланови епархијског управног одбора. Епархијски управни одбор бира себи потпредсједника из редовних чланова световњака, по могућности из сједишта одбора или из оближње околине, а за секретара лице са потребном спремом.
Епархијски архијереј, односно архијереј администратор, сазива редовне сједнице одбора у сједиште епархије полугодишње, а ванредно у случајевима: када то одлучи предсједник и када то писмено затражи најмање половина чланова епархијског управног одбора означивши предмет ради кога се тражи сазив ванредне сједнице.

## Одлуке
За доношење пуноважне одлуке потребно је да у сједници учествује преко половине његових чланова. Одлуке се доносе простом већином гласова присутних чланова. При једнакој подјели гласова одлучује глас онога који предсједава.
Предмети који су хитне природе и не трпе одлагања рјешавају се президијално или у ужем одбору, који сачињавају: архијереј или архијерејски замјеник, једно свештено и једно световно лице, из сједишта епархије или из ближе околине, које бира епархијски управни одбор из своје средине. Президијалне одлуке и одлуке овог ужег одбора подносе се на накнадно одобрење епархијском управном одбору.

## Дјелокруг
Епархијски управни одбор:
- стара се о материјалним средствима за религиозне, добротворне, духовно-просвјетне и друге корисне установе и заводе у епархији;
- управља и располаже по црквеним прописима добрима, фондовима и задужбинама (закладама) епархије;
- саставља годишњи предрачун расхода и прихода и завршни рачун за потребе епархије и доставља епархијском савјету који предрачуне и завршне рачуне одобрава и подноси Патријаршијском управном одбору на коначно одобрење;
- надзире све црквено-самоуправне органе у епархији у вршењу њихових дужности и у ту сврху шаље по потреби своје изасланике с потребним упутствима; и води надзор над оним добрима, фондовима, задужбинама (закладама) које су на управу и руковање поверене нижим црквено-самоуправним органима у епархији;
- прегледа и одобрава предрачунске расходе и приходе црквених општина и манастира;
- настојава да се воде тачни инвентари црквене и црквено-самоуправне имовине у епархији, да се непокретне имовине снабдјевају прописним законским доказима о својини, а здања и имања да се осигуравају од пожара и других елементарних непогода;
- спроводи са својим мишљењем на одобрење одлуке црквеноопштинског савјета о отуђењу и задужењу црквене имовине, и то до суме од 2.000.000 динара Патријаршијском управном одбору, а преко те суме Патријаршијском савјету;
- одобрава одлуке црквеноопштинског савјета о отписивању потраживања која се не могу наплатити од дужника, до 50.000 динара, и о расходовању ствари до 100.000 динара, а преко тих сума спроводи те одлуке са својим мишљењем на одобрење Патријаршијском управном одбору;
- коначно рјешава о закупу епархијске имовине до 200.000 динара и одобрава такве одлуке црквеноопштинског савјета, а преко те суме доставља своју одлуку односно одлуку црквеноопштинског савјета на одобрење Патријаршијском управном одбору;
- одобрава одлуке црквеноопштинског савјета о вођењу и одустајању од парница, као и о поравнању у погледу црквеноопштинске имовине, а ако је вриједност парнице односно поравнања већа од 200.000 динара доставља одлуку са својим мишљењем на одобрење Патријаршијском управном одбору;
- одобрава подизање нових грађевина и веће оправке у црквеним општинама;
- поставља по потреби, у споразуму са епархијским црквеним судом, правобраниоца за правне послове у епархији;
- рјешава као првостепена власт управне спорове у епархији уколико се односе на спољашњу управу црквену и рјешава жалбе на рјешења подручних органа;
- спрема и подноси епархијском савјету извјештај о свом раду за Патријаршијски управни одбор;
- одређује дан избора црквеноопштинског савјета;
- извршава и саопштава рјешења, наредбе и одлуке епархијског савјета и Патријаршијског управног одбора;
- спрема извјештај и приједлоге епархијском савјету;
- рјешава о отуђењу и задужењу манастирске имовине као и отписивању потраживања и о расходовању ствари;
- стара се, заједно са црквеним судом, да се у манастирима развију потребне могуће привреде и занатства.